# Conseil départemental de la Corse-du-Sud
 (février 2024).
Si vous disposez d'ouvrages ou d'articles de référence ou si vous connaissez des sites web de qualité traitant du thème abordé ici, merci de compléter l'article en donnant les références utiles à sa vérifiabilité et en les liant à la section « Notes et références ».
1976–2017
Entités précédentes :
- Conseil général de la Corse

Entités suivantes :
- Collectivité de Corse

Le conseil départemental de la Corse-du-Sud était l'assemblée délibérante du département français de la Corse-du-Sud, collectivité territoriale décentralisée de 1976 à 2017. Son siège se trouvait à Ajaccio. Au 1er janvier 2018, il a fusionné avec le conseil départemental de la Haute-Corse et la Collectivité territoriale de Corse, qui exerçait déjà les compétences d'une région à statut particulier, pour former la Collectivité de Corse.

## Les présidents
| Période | Période | Identité                 | Étiquette | Étiquette | Qualité |
| ------- | ------- | ------------------------ | --------- | --------- | --- |
| 1975    | 1976    | Jean-Paul de Rocca Serra |           | UDR       | Conseiller général de Porto-Vecchio (1949 → 1988) Maire de Porto-Vecchio (1950 → 1997) Député (1962 → 1998)                                       |
| 1976    | 1977    | Marius Casile            |           | MRG       | Conseiller général de Celavo-Mezzana (1973 → 1977) Maire d'Ucciani (1965 → 1977) Décédé en fonction                                               |
| 1977    | 1982    | Jean-Paul de Rocca Serra |           | RPR       | Conseiller général de Porto-Vecchio (1949 → 1988) Maire de Porto-Vecchio (1950 → 1997) Député (1962 → 1998)                                       |
| 1982    | 1985    | Jean-Dominique Cesari    |           | MRG       | Conseiller général d'Olmeto (1967 → 1989) Adjoint au maire de Propriano                                                                           |
| 1985    | 1998    | José Rossi               |           | UDF-PR    | Conseiller général d'Ajaccio-IV (1973 → 2004) Député (1988 → 2002) Ministre (1994 → 1995)                                                         |
| 1998    | 2001    | Marc Marcangeli          |           | UDF/CCB   | Conseiller général d'Ajaccio-I (1998 → 2004) Maire d'Ajaccio (1994 → 2001)                                                                        |
| 2001    | 2004    | Noël Sarrola             |           | PRG       | Conseiller général de Sarrola-Carcopino (1956 → 1973) Conseiller général de Celavo-Mezzana (1977 → 2007) Maire de Sarrola-Carcopino (1946 → 2006) |
| 2004    | 2006    | Roland Francisci         |           | UMP       | Conseiller général de Zicavo (1988 → 2006) Maire de Ciamannacce (1984 → 2004) Décédé en fonction                                                  |
| 2006    | 2015    | Jean-Jacques Panunzi     |           | UMP       | Conseiller général de Tallano-Scopamène (2001 → 2015) Sénateur (2014 → )                                                                          |
| 2015    | 2017    | Pierre-Jean Luciani      |           | CCB       | Conseiller général d'Ajaccio-II (2001 → 2015) |

## Les directeurs généraux des services
- 1989-1996 : Ivan Chiaverini
- ?-2017 : Jean-François Armani

## Budget
Le conseil général de la Corse-du-Sud a en 2008 un budget de 241 millions d'euros.

### Budget d'investissement
(en centaines de millions d'euros ?)
- En 2005,
- 2006,
- 2007 : ?

| Domaine d'investissement             | Investissement (en centaines de millions d'euros) |
| ------------------------------------ | ------------------------------------------------- |
| Déplacements                         | ?                                                 |
| Aide aux communes                    | ?                                                 |
| Enseignement                         | ?                                                 |
| Environnement, aménagement, logement | ?                                                 |
| Sécurité                             | ?                                                 |

## Fusion au sein de la collectivité de Corse
À la suite de la réforme des territoires de 2015, les 2 conseils départementaux de la Corse (celui de Corse-du-Sud et celui de Haute-Corse) ont fusionné le 1er janvier 2018 avec la Collectivité territoriale de Corse, qui exerçait déjà les compétences d'une région à statut particulier, pour former la Collectivité de Corse.

### Dernière assemblée

#### Le président
- Pierre-Jean Luciani

#### Les vice-présidents
| Numéro | Nom                  | Parti | Parti | Groupe               | Responsabilités |
| ------ | -------------------- | ----- | ----- | -------------------- | --------------- |
| 1er    | Jean-Jacques Panunzi |       | UMP   | Union départementale |                 |
| 2e     | Jeannine Ciabrini    |       | UMP   | Union départementale |                 |
| 3e     | François Colonna     |       | DVD   | Union départementale |                 |
| 4e     | Lucie Frimigacci     |       | DVD   | Union départementale |                 |

#### Les conseillers départementaux
Le conseil départemental de la Corse-du-Sud comprend 22 conseillers départementaux issus des 11 cantons de la Corse-du-Sud.
| Parti                              | Sigle | Sigle | Élus |
| ---------------------------------- | ----- | ----- | ---- |
| Majorité (22 sièges)               |       |       |      |
| Union pour un mouvement populaire  |       | UMP   | 12   |
| Divers droite                      |       | DVD   | 6    |
| Divers gauche                      |       | DVG   | 3    |
| Parti radical de gauche            |       | PRG   | 1    |
| Comité central bonapartiste        |       | CCB   | 1    |
| Président du Conseil départemental |       |       |      |
| Pierre-Jean Luciani (CCB)          |       |       |      |